# Щигор
Щигор (также Щигры, Щигорчик) — река в Курской области, правый приток Косоржи (бассейн Дона).

## География
Длина реки — 36 км, площадь водосборного бассейна — 328 км². Исток находится в деревне Козловка у города Щигры, река равнинного типа, с низменными берегами, немноговодна, характеризуется незначительным уклоном, течение медленное, отличается большой извилистостью, образуя на своем пути много крутых поворотов. Питание дождевое, снеговое и за счёт грунтовых вод, причём на долю талых вод приходится в среднем 50—55 % годового стока. Течёт общим направлением на северо-восток, в 22 км по правому берегу принимает приток — ручей Полевая Плота, длиной 16 км, на реке несколько прудов, из которых значительный Городской.
Код водного объекта в государственном водном реестре — 05010100212107000001142.

### Происхождение названия
Соотносится с диалектным словом щигор — «облеснённый гребень узких межбалочных бугров на правобережье реки Битюг», щигры — «верхушки песчаных бугров на речных террасах».